# Бытие и ничто
«Бытие и ничто. Опыт феноменологической онтологии» (фр. L'Être et le néant : Essai d'ontologie phénoménologique) — книга, написанная философом Жаном-Полем Сартром в 1943 году. Главная цель книги — доказать, что существование человека первично по отношению к его сущности. Первостепенная задача Сартра в написании Бытия и ничто была показать, что свобода воли существует.
Находясь в лагере для военнопленных в 1940 и 1941 годах, Сартр прочитал Бытие и время Мартина Хайдеггера, онтологическое исследование, через призму Гуссерлевской феноменологии (Гуссерль был учителем Хайдеггера). Чтение Бытия и времени подвигло Сартра на собственное исследование, приведшее в 1943 году к публикации Бытия и Ничто с подзаголовком 'Опыт феноменологической онтологии'. Эссе Сартра несомненно находится под влиянием философии Хайдеггера, несмотря на то, что Сартр очень скептически относился к тому, насколько человечество в состоянии достичь осуществления того, что Хайдеггер называл встречей с Бытием. С его, гораздо более пессимистичной, точки зрения в Бытии и Ничто, человек это создание, преследуемое видениями совершенства, тем, что Сартр называет ens causa sui, а религия идентифицирует как Бога. Рождённый в материальной реальности тела, в материальной вселенной, человек обнаруживает себя включенным в бытие. Сознание в состоянии составить представление о своих возможностях, разделить их или уничтожить.

## Обзор
Во введении Сартр набросал собственную теорию сознания, бытия и феноменов при помощи критики как предшествующих феноменологов (прежде всего Гуссерля и Хайдеггера), так и других течений, идеализма, рационализма, и эмпиризма. Сартр считает, что одним из главных достижений современной философии является феноменология, потому, что она опровергла те виды дуализма, которые определяли существующее как имеющее «скрытую» природу (таких, как Кантовский ноумен), Феноменология ликвидировала «иллюзию мира за сценой».
На базе исследования природы феномена, он описывает природу двух типов бытия, бытия в себе и бытия для себя. Тогда как бытие в себе может быть приблизительно названо человеческим бытием, бытие для себя это бытие сознания.

### Проблема ничто, источник отрицания
Когда мы сталкиваемся с миром, у нас есть ожидания, которые часто не оправдываются. Например, Пьер не в кафе, когда мы думаем, что встретим его там, и это отрицание, пустота, ничто вместо Пьера. Когда мы ищем Пьера, его отсутствие — это форма отрицания; всё, что мы видим, все объекты и люди — это «не Пьер». Поэтому Сартр утверждает «Очевидно, что небытие всегда появляется в пределах человеческих ожиданий».

### Проблема ничто, самообман
Самообман, или как его ещё называл Сартр, «mauvaise foi» может быть понят как обманчивая внешность существующего как персонаж, индивид, личность, которая определяет себя через социальную классификацию своей формальной сущности. По сути это означает, что будучи официантом, лавочником и так далее, человек должен верить, что его социальная роль равноценна его человеческому существованию. Проживание жизни, определённой своими занятиями, социальными факторами, расовыми признаками или принадлежностью к определенному классу, и есть сущность самообмана, состояния, в котором люди не могут отвлечься от своей жизненной ситуации, чтобы понять, кто они на самом деле, люди, а не официанты, лавочники и так далее. Также важно для того, кто существует, понять, что отрицание позволяет ему войти в то, что Сартр называл «великим человеческим потоком». Великий человеческий поток возникает из осознания того, что ничто — это состояние сознания, в котором мы можем стать чем угодно по отношению к своей ситуации, тем, чего мы жаждем.
Разница между существованием (экзистенцией) и идентификацией всегда существует в человеке, вовлечённом в собственную ситуацию, в свой самообман («mauvaise foi») Сартр приводит пример кафе:
"В этом смысле нам нужно сделать бытие тем, чем мы являемся. Но чем мы, однако, являемся, если мы постоянно обязаны делать из себя бытие того, чем мы являемся, если мы по способу бытия должны быть тем, чем мы являемся? Рассмотрим вот этого официанта кафе. Его движение — живое и твердое, немного слишком точное, немного слишком быстрое; он подходит к посетителям шагом немного слишком живым, он наклоняется немного слишком услужливо, его голос, его глаза выражают интерес слишком внимательный к заказу клиента; наконец, это напоминает попытку имитации в своем действии непреклонной строгости неизвестно какого автомата и в том, как он несет поднос со смелостью канатоходца и как ставит его в постоянно неустойчивое равновесие, постоянно нарушаемое и восстанавливаемое легким движением руки и локтя. Все его поведение нам кажется игрой. Он старается координировать свои движения, как если бы они были механизмами, связанными Друг с другом; даже его мимика и его голос кажутся механическими; он показывает безжалостную быстроту и проворство вещей. Он играет, он забавляется. Но в кого, однако, он играет? Не нужно долго наблюдать, чтобы сделать об этом вывод: он играет в бытие официанта в кафе. "
Сартр постоянно напоминает, что для того, чтобы преодолеть самообман, человек должен понять, что его существование и формальная проекция самости отчётливо разграничены и вне возможности контроля. Это разделение является формой нереальности. Нереальность, с точки зрения самообмана, характеризуется Сартром, как внутреннее отрицание, разделяющее экзистенцию и идентификацию, и таким способом мы играем в жизнь. Например то, что есть тем, что оно есть (экзистенция) и то, что есть тем, чем оно не является (официант, определяемый своим занятием).
Тем не менее, Сартр против отождествления самообмана просто с социальным статусом. Сартр говорит, что мы также не являемся ничем из наших взглядов, приоритетов и действий. Тем не менее, экзистенции (люди) должны соблюдать баланс между экзистенцией, своими ролями в жизни и ничто, чтобы стать истинными существами.
В дополнение, мы должны иметь некоторую долю «положительного самообмана», чтобы использовать свою роль и добиться аутентичного существования. Нужно понимать, что роли, которые мы играем, лживы. Чтобы прожить настоящую аутентичную жизнь, нужно жить и проводить в будущее проект себя, уйдя от самообмана и живя волей своей сущности. Сартр считает необходимым упразднение традиционной этики. Быть «моральным» требует от человека отказаться от своих естественных реакций (того, что делает нас людьми) и позволить чужой воле управлять нашими действиями. Быть «моральным» одна из главных форм самообмана. По существу Сартр характеризует мораль, как «веру в самообман» которая стоит, хотя по Сартру и не должна, в центре личного существования. Сартр очень низко ценит общепринятую этику, считая её инструментом буржуазии для контроля над массами.
Одним из проявлений самообмана Сартр также считает то, что человек рассматривает свою жизнь как совокупность прошлых событий. Отождествляя себя более с тем, что было раньше, чем с тем, что есть сейчас, человек отрицает себя нынешнего и подменяет его собой прошедшим, который уже не существует.

### Взгляд
Простая возможность существования другого делает возможным для человека смотреть на себя, как на объект и видеть мир таким, каким он видится другим. Это не взгляд из определённой позиции вне человека, это общий взгляд. Это понимание субъективности других людей.
Эта трансформация наиболее понятна на примере манекена, которого человек по ошибке принимает за живого человека.
Когда же он понимает свою ошибку, мир возвращается на своё место, и человек вновь становится центром своей вселенной.

#### Бытие для других
Сартр утверждает, что многие взаимоотношения создаются не из-за влечения к другому, а потому, что посредством другого человек может определённым образом взглянуть на себя самого. Люди имеют склонность идентифицировать себя со взглядом других. Последствием этого является конфликт. Чтобы обозначить собственное бытие, человек должен контролировать других, но также контролировать свободу другого, «как свободу». Эти взаимоотношения и есть главная манифестация самообмана когда для-себя заменяется на свободу другого.

## Терминология Сартра
- Бытие (фр. être): включает как бытие-в-себе, так и бытие-для-себя, однако последнее есть отрицание первого. Бытие объективно, а не субъективно и индивидуально.
- Бытие-в-себе (фр. être-en-soi): Неосознанное бытие. Вид феномена, который больше, чем наше знание о нём.
- Бытие-для-себя (фр. être-pour-soi): Отрицание бытия-в-себе; осознается как недостаток бытия, желание бытия, связь бытия. Для-себя приносит ничто в мир и поэтому может быть отдельным от бытия и образует отношение к другим, тем, что видит, чем они не являются.
- Бытие-для-других (фр. être-pour-autrui): Здесь возникает новое измерение, в котором я существует как объект для других. Каждое для-себя ищет, как восстановить своё собственное бытие, делая объект из другого.
- Сознание: Трансцеденция для-себя. Сартр утверждает, что «сознание это бытие такое, что в своем бытии под вопросом пока не предполагает бытие другое нежели своё».
- Экзистенция: Конкретное, индивидуальное бытие-для-себя здесь и сейчас.
- Существование предшествует сущности. Субъективная экзистенция предшествует и определяет природу реальности. Кто ты есть (твоя сущность) определяется тем, что ты делаешь (твоя экзистенция).
- Фактичность (нем. facticité): В широком смысле: факты о мире. Более точно, необходимая связь для-себя с в-себе, с миром и со своим прошлым.
- Свобода: само существование для-себя, которое «обречено быть свободным». Оно должно всегда выбирать для себя, и, более того, создавать себя.
- Ничто (фр. néant): Не имея бытия, оно поддерживается бытием. Оно приходит в мир как для-себя.